# توماش هاناک
توماش هاناک (به انگلیسی: Tomáš Hanák) (زاده ۲۷ مارس ۱۹۵۷) بازیگر اهل چک است.
از فیلم‌های معروف او می‌توان به بازی در فیلم برادران گریم و ژیلتکی اشاره کرد.